# Mikko Ronkainen
Mikko Ronkainen (Muurame, 25 novembre 1978) è un ex sciatore freestyle finlandese.

## Palmarès
Olimpiadi
- 1 medaglia:
  - 1 argento (gobbe a Torino 2006)

Mondiali
- 2 medaglie: 
  - 2 ori (gobbe a Whistler 2001 e gobbe a Deer Valley 2003)